# Yael Naim
Yael Naim, talvolta scritto Yael Naïm o Yaël Naïm (in ebraico: יעל נעים; Parigi, 6 febbraio 1978), è una cantautrice israeliana con cittadinanza francese.
Canta in ebraico, francese e inglese ed è divenuta famosa in Italia per le canzoni Far Far, New Soul e Life Can Be Easy.

## Biografia
Nata a Parigi da genitori ebrei tunisini, Yael trascorre la propria infanzia in Israele a partire dall'età di 4 anni, trasferendosi poi con i suoi genitori a Ramat Hasharon, dove studia pianoforte e successivamente musica al Conservatorio Alon di Ramat Hasharon. Dopo aver cantato nella Israel Air Force Orchestra, ottiene una parte nel musical Les Dix Commandements e ha la possibilità di pubblicare il suo primo album, In a Man's Womb, nel 2001. Nello stesso periodo canta anche il brano You Disappear per la colonna sonora del film Harrison's Flowers.
Successivamente, coadiuvata da David Donatien e Jon Reid, lavora al suo secondo album, che viene pubblicato nel 2007 e si chiama semplicemente Yael Naim. L'album conquista la critica ed entra anche nella classifica degli album più venduti in Francia, ma è solo grazie al successo internazionale del singolo New Soul (scelto da Steve Jobs per lo spot pubblicitario del MacBook Air), che Naim ottiene l'attenzione del grande pubblico negli Stati Uniti, dove entra nella top ten della Billboard Hot 100, e in Europa. La popolarità è tale che nel 2008 Yael Naim è ospite al Festival di Sanremo, dove canta la canzone New Soul. La tournée si fermerà poi in Italia per un paio di spettacoli: uno al Rolling Stone di Milano e l'altro all'Auditorium Parco della Musica di Roma.
Nel 2009 la canzone Far Far viene scelta e usata per uno spot dell'Enel, mentre il brano inedito, Life Can Be Easy, viene realizzato appositamente per gli spot del Mulino Bianco, costituendo quindi un jingle originale di proprietà dell'azienda.
Il terzo album della cantante, She Was a Boy, è stato pubblicato il 15 novembre 2010, dopo il singolo Go To The River. Nello stesso anno Yael presta la voce come guest star al personaggio di Dorit nel sedicesimo episodio della ventunesima stagione de I Simpson.
Il 5 gennaio 2015 esce il quarto album, intitolato Older, trainato dal singolo Coward.

## Discografia

### Album
- 2001 - In a Man's Womb
- 2007 - Yael Naim
- 2010 - She Was a Boy
- 2015 - Older
- 2020 - Nightsongs

### Singoli
- 2001 - You Disappear
- 2001 - Do I Do
- 2001 -  Avril
- 2007 - Toxic
- 2008 - New Soul
- 2008 - Too Long
- 2009 - Far Far
- 2010 - Go to the River
- 2011 - Come Home
- 2015 - Coward

## Videografia
- 2005: The Only One con Readymace Fc
- 2007: Misma'ooyo con Din Din Aviv
- 2008: New Soul
- 2008: Too Long
- 2008: What A Wonderful World con Albin de la Simone
- 2009: Far Far
- 2010: Go To The River
- 2011: Come Home

## Collaborazioni
- 2001: Les Dix Commandamentes
- 2004: Le Gladiateur
- 2005: The Only One e Slide ft. Readymace Fc
- 2007: Misma'ooyo ft. Din Din Aviv
- 2007: Schelcha ft. Kids with no Eyes
- 2008: Love Is Bird
- 2009: Shipbulding
- 2010: I Simpson - episodio 21x16 (voce di Dorit)